# 松井勇歩
松井 勇歩（まつい ゆうほ、1991年10月30日 - ）は、日本の俳優。
兵庫県出身。身長175cm。血液型はA型。ハルエンターテイメント所属。劇団Patchの元メンバー（1期生）。

## 経歴
2012年、劇団Patchの立ち上げと同時に「Patch応援隊」として第一期メンバーオーディションの宣伝を行う。その後、同オーディションに参加。最終選考会にて客席投票3位を獲得、劇団Patch1期生として入団する。同年の、Patch stage vol.1『OLIVER BOYS』が初舞台となる。
2013年、Patch Stage Vol.3『白浪クインテット』にて舞台初主演。その後は現在に至るまで劇団Patchのほとんどの公演に出演。主要な役を多く務めている。
2014年、吉本新喜劇 佐藤太一郎企画その8『風のピンチヒッター'14』にて、劇団外での初舞台出演。
2016年、舞台『K -Lost Small World-』のアンサンブル出演をきっかけに、徐々に東京に拠点を移す。
2019年、舞台『刀剣乱舞』慈伝 日日の葉よ散るらむ（）にてアンダースタディとして助力。公演への出演・帯同はなかったものの、その後、2020年に亀甲貞宗役として舞台『刀剣乱舞』に出演を果たす。
2023年8月、劇団Patchの卒業およびワタナベエンターテイメントとの契約終了を発表。11月に松井勇歩公式チャンネル「笑売繁盛」を開設した。
2024年1月、ハルエンターテイメントに所属。
2024年12月31日をもってハルエンターテイメントを退社。フリーとして活動を開始する。

## 人物
特技はサッカー・スポーツ全般・ツッコミ。趣味はランニング・バイク・縄跳び。
子どもの頃は野球を習っていたが、日韓ワールドカップをきっかけにサッカーを始める。中学時代はINAC神戸レオネッサ男子ジュニアユースにてプレーしていた。
ワタナベエンターテインメント主催のオーディションを受ける友人について行ったところ、会場のスタッフに声を掛けられた流れでオーディションを受け、合格する。オーディション後に友人とフットサルをする予定だった為、リオネル・メッシのユニフォームを着たままオーディションを受けた。
劇団内ではメンバーの穴の開いたズボンを引き裂いたり、ケータリングの天丼のエビ天だけ全て食べる、ポケモンGOの卵を孵すために後輩に歩かせる等、傍若無人な振る舞いを度々暴露されており、「大魔王」とあだ名がつけられている。
双子の猫を飼っている。名前は「ぽて」と「こじろー」。元々1匹のみを引き取る予定だったが、里親の元で離れようとしない2匹を見て、2匹とも引き取ることをその場で決めた。名前の由来は「ぽて」は寝ている様子から、「こじろー」は『キャプテン翼』のキャラクター・日向小次郎からとった。毛並みを良くするためにアボカドオイルを食事に混ぜる等、非常に可愛がっている。
MC力にも定評があり、劇団Patch二期生オーディションで初MCを務めて以来、劇団でのほとんどのイベントやラジオでMCを務めている。
舞台『刀剣乱舞』のオーディションを複数回にわたり受けていたがいずれも受からず、演出家・末満健一の力添えにより慈伝にてアンダースタディとして参加。その後、綺伝のオーディションを別役で受けるが、亀甲貞宗としてもう一度オーディションを受けてみないかという打診があり、受けたところ亀甲貞宗役として合格した。
座右の銘は笑う門には福来る。

## 出演

### 舞台

#### 劇団Patch関連
- Patch stage vol.1『OLIVER BOYS』（2012年10月4日 - 5日、ABCホール）- 葛川平太 役
- Patch stage vol.2『巌窟少年』（2013年3月29日 - 31日、ABCホール）- イギー 役
- Patch stage vol.3『白浪クインテット』（2013年10月11日 - 14日、ABCホール） - 主演・日本駄衛門 役
- Patch stage vol.4『破壊ランナー』（2014年3月6日 - 9日、ABCホール） - ミラージュ・ミストレイ 役
- Patch8番勝負 其の壱『11人の嫉妬する男たち 〜11 JEALOUS MEN〜』（2014年5月18日 - 19日、森ノ宮ピロティホールサブホール）
- Patch8番勝負 其の弐『殺人の原稿犯で逮捕します』（2014年6月22日、森ノ宮ピロティホールサブホール）
- Patch8番勝負 其の参『森ノ宮演出家連続殺害事件』（2014年7月27日、森ノ宮ピロティホールサブホール） - 小泉 役
- Patch8番勝負 其の四『魁！男肉塾｣（2014年8月23日、森ノ宮ピロティホールサブホール）
- Patch8番勝負 其の五『逆さの鳥』（2014年9月29日 - 30日、森ノ宮ピロティホールサブホール） - 主演・越智 役
- Patch8番勝負 其の六『沈黙のZOO』（2014年10月28日 - 29日、森ノ宮ピロティホールサブホール）
- Patch8番勝負 其の七『筋肉少年』（2014年11月19日 - 20日、森ノ宮ピロティホールサブホール） - 主演・オカダひろみ 役
- Patch stage vol.5『観音クレイジーショー』（2014年12月24日 - 30日、independent theatre 2nd） - パピルス 役[9]
- 舞台版『ボクら劇団Patchです！！』（2015年2月1日、森ノ宮ピロティホールサブホール）
- Patch stage vol.6『SPECTER』（2015年3月18日 - 22日、ABCホール） - ヒューゴ 役
- Pacth stage EX『熱海殺人事件』（2015年8月21日 - 23日、independent theatre 1st） - 大山金太郎 役
- Patch stage vol.7『幽悲伝』2015年12月19日・20日、森ノ宮ピロティホール） - 都月 役[10]
- Patch stage vol.8 浮世戯言歌劇『磯部磯兵衛物語〜浮世はつらいよ〜』高尾山地獄修行編（2016年4月20日 - 25日、ABCホール） - 服部半端 役[11]
- Patch stage vol.9 『磯部磯兵衛物語〜浮世はつらいよ〜天晴版』（2016年10月20日 - 25日、ABCホール） - 父上 役、檸檬 役（ゲスト）[12]
- Patch stage vol.10『羽生蓮太郎』（2017年4月20日 - 24日、independent theatre 2nd） - 主演・羽生蓮太郎 役
- Patch stage vol.11『JOURNEY-浪花忍法帖-』（2017年9月29日 - 10月8日、independent theatre 2nd / 10月20日 - 22日、新宿シアターモリエール） - 主演・恵比三 / 弁才 役（役替わり公演の為二役）
- Patch stage vol.12『ボクのシューカツ』（2018年10月31日 - 11月4日、HEPホール / 11月15日 - 17日、博品館劇場） - 鞍馬 役
- Patch × TRUMP series 10th Anniversary『SPECTER』（2019年3月29日 - 3月31日、森ノ宮ピロティホール / 4月19日 - 21日、本多劇場） - 主演・臥萬里 役
- Patch stage vol.13『カーニバル！カーニバル！カーニバル！カーニバル！カーニバル！カーニバル！カーニバル！カーニバル！カーニバル！カーニバル！カーニバル！カーニバル！カーニバル！』（2019年10月31日 - 11月3日、シアターサンモール / 11月6日 - 10日、ABCホール） -  無銘 役[13]
- カンテレ×劇団Patchプロジェクト 音楽朗読劇『マインド・リマインド〜I am…〜』（2020年12月26日 - 27日、サンケイホールブリーゼ / 2021年1月28日 - 31日、紀伊國屋サザンシアター TAKASHIMAYA）[14]

#### 他
- 月刊コント
  - HEP号（2014年5月24日、HEPホール）[15]
  - 11月号（2015年11月15日、よしもと漫才劇場）
  - 10月号（2016年10月30日、よしもと漫才劇場）
- 吉本新喜劇 佐藤太一郎企画
  - その8『風のピンチヒッター'14』（2014年6月25日 - 28日、道頓堀ZAZA HOUSE） - オキタ 役
  - その12 舞台『夏の魔球'15』（2015年6月19日 - 21日、近鉄アート館） - カワトウ 役
- マンガロ〜集団漫画朗読〜（2014年11月23日 - 24日、common cafe）
- 中之島春の文化祭（2015年・2016年、ABCホール）
- 久馬君と石田君の演（2015年6月1日・2日、HEPホール）
- 祇園木崎ソロプロジェクト第2弾 『才の苗』（2016年2月19日、よしもと漫才劇場） - 杉田林蔵 役
- 舞台『K -Lost Small World-』（2016年7月22日 - 24日、AiiA 2.5 Theater Tokyo / 7月30日 - 31日、京都劇場）
- 舞台『ホイッスル！』（2016年8月31日 - 9月8日、シアター1010） - 近藤忍 役[16]
- パルコ・プロデュース2016『露出狂』（2016年9月30日 - 10月10日、Zeppブルーシアター六本木） - 羽生 役[17]
- 私のホストちゃん  - 檸檬 役
  - REBORN（2017年1月11日 - 2月2日、サンシャイン劇場 他）[18]
  - REBORN〜絶唱！大阪ミナミ編〜（2018年1月19日 - 2月11日、サンシャイン劇場 他）
- 舞台『黒子のバスケ』 - 伊月俊 役
  - OVER DRIVE（2017年6月22日 - 7月9日、AiiA 2.5 Theater Tokyo / 7月13日 - 17日、森ノ宮ピロティホール）[19]
  - IGNITE ZONE（2018年4月6日 - 5月6日、サンシャイン劇場 他）
- 舞台『キャプテン翼』（2017年8月18日 - 9月3日、Zeppブルーシアター六本木） - 日向小次郎 役[20]
- 劇団まけん組プロデュース公演vol.1『ダーリンの進化論』（2017年12月6日 - 10日、恵比寿エコー劇場） - 主演・飛比飛太 役
- LION Entertainment produce 舞台『オサエロ』（2018年2月23日 - 25日、ABCホール） - 浅井勝彦 役
- うつろのまこと〜近松浄瑠璃久遠道行〜（2018年6月3日 - 10日、博品館劇場） - 九平次 役
- 舞台『野球〜飛行機雲のホームラン〜』（2018年7月27日 - 8月5日、サンシャイン劇場 / 8月25日 - 26日、梅田芸術劇場 シアター・ドラマシティ） - 堂上秋之 役
- 方南ぐみ企画 朗読劇『青空』（2018年8月8日、三越劇場）
- LADY OUT LAW！（2018年9月14日 - 24日、品川プリンスホテルクラブex） - クズ 役
- 極上文學 第13弾『こゝろ』（2018年12月13日 - 18日、紀伊國屋サザンシアター TAKASHIMAYA） - K 役
- 舞台『シメタン 締切明けの探偵（プライベートアイ）』（2019年1月11日 - 20日、浅草九劇） - 江戸川乱造 役
- DYNAMIC CHORD the STAGE（2019年5月11日 - 15日、ヒューリックホール東京） - UK 役[21]
- MISSION IN B.A.C THE STAGE（2019年7月6日、高田馬場ラビネスト）
- 舞台『スタンレーの魔女』（2019年7月28日 - 8月8日、DDD青山クロスシアター） - 足立 役
- かなめのカタチ-Flexible-（2019年9月10日 - 17日、紀尾井小ホール）
- 舞台『憂国のモリアーティ』 - ジョン・H・ワトソン 役
  - 憂国のモリアーティ（2020年1月10日 - 19日、EX THEATER ROPPONGI / 1月31日 - 2月2日、梅田芸術劇場 シアター・ドラマシティ）[22]
  - 憂国のモリアーティ case 2（2021年7月23日 - 8月1日、新国立劇場 中劇場）
- シェア・ザ・ワールド2020（2020年2月20日 - 23日、紀伊國屋ホール） - 太郎 役
- 盾の勇者の成り上がり（2020年3月27日 - 29日、COOL JAPAN PARK OSAKA TTホール / 4月2日 - 12日、シアターサンモール）※公演延期[23][24] - 天木錬 役
- 舞台『刀剣乱舞』 - 亀甲貞宗 役
  - 科白劇『刀剣乱舞/灯（ともしび）』綺伝 いくさ世の徒花 改変 いくさ世の徒花の記憶（かいへん いくさゆのあだばなのきおく）（2020年7月16日 - 8月2日、品川プリンスホテル ステラボール / 8月4日 - 8月9日、日本青年館ホール）
  - 綺伝 いくさ世の徒花（2022年3月19日 - 4月3日、明治座 / 4月22日 - 24日、福岡サンパレスホテル＆ホール / 4月30日 - 5月15日、新歌舞伎座）
  - 七周年感謝祭 -夢語刀宴會-（ゆめがたりかたなのうたげ）（2023年8月4日 - 6日、幕張メッセ 幕張イベントホール）[25]
- WBB vol.17『川崎ガリバーonce again』（2020年9月25日 - 10月4日、こくみん共済 coop ホール スペース・ゼロ）※10月2日 - 4日の4公演中止[26] - チュウヤ 役
- STAGE GATE VRシアター vol.2 『Equal-イコール-』（2020年10月1日・8日・11日、DDD青山クロスシアター）
- ワーキング・ステージ『ビジネスライクプレイ』 - 不知火徹大 役
  - ビジネスライクプレイ（2020年11月28日 - 12月5日、新宿FACE）
  - ビジネスライクプレイ2（2022年6月3日 - 6月12日、新宿FACE）
  - ビジネスライクプレイ3（2024年5月3日 - 11日・新宿FACE）[27]
- 『あんさんぶるスターズ！』- 高峯翠 役
  - エクストラ・ステージ 〜Meteor Lights〜（2021年4月10日 - 5月16日、天王洲 銀河劇場 他）※兵庫公演中止
  - THE STAGE -Party Live-（2023年3月25日・26日、ぴあアリーナMM）[28]
- ロックミュージカル『MARS RED』（2021年6月24日 - 7月1日、天王洲 銀河劇場） - 天満屋慎之助 役
- IKKEI presents Science Fictionの世界（2021年9月3日、深川江戸資料館 小劇場）
- アナタを幸せにする世界の伝説シリーズ・アナ伝vol2『霧の中のノスフェラトゥ〜ドラキュラ伝説〜』（2021年9月16日 - 23日、シアターサンモール） - ジョン・セワード 役
- KHET produce 『ゆがんだめんめん』（2021年11月24日 - 28日、六行会ホール）
- 舞台版『マーダー☆ミステリー 〜探偵・斑目瑞男の事件簿〜』（2021年12月4日、浅草花劇場） - 写真家 役
- 舞台『水月鏡花 －竜馬夢双－』（2021年12月8日 - 12日、六行会ホール） - 沖田総司 役[29][30]
- 日本の演劇人を育てるプロジェクト『中島鉄砲火薬店』（2022年1月20日 - 27日、新国立劇場 小劇場） - 内山孝介 役[31]
- 演劇ドラフトグランプリ（2022年6月14日、日本武道館）
  - 2023（2023年12月5日、日本武道館） - 劇団「一番星」[32]
- 舞台『コムサdeMANZAI！』（2022年9月15日 - 10月8日、ヒューリックホール 他）[33]
- 2.5次元ナビ！シアターVol.1〜セッションしようゼ！〜（2022年10月13日- 10月16日、CBGKシブゲキ!!）
- 宮下貴浩×私オムProduce『極端な人たち』（2022年10月26日 - 11月3日、DDD青山クロスシアター）- アキ 役[34]
- 新感覚恋愛×マーダーミステリー劇 『Love Letter for You』 （2022年11月19日）- 高橋祥太 役[35]
- 舞台『Collar×Malice』-白石景之編-（2022年12月22日 - 28日、こくみん共済 coop ホール スペース・ゼロ） - 岡崎契 役[36]
- 舞台『よんでますよ、アザゼルさん。』（2023年2月10日 - 26日、Mixalive TOKYO Theater Mixa） - 芥辺 役[37]
- 『魔入りました！入間くん』THE STAGE（2023年5月24日 - 28日、東京ドームシティ シアターGロッソ） - アスモデウス・アリス 役[38][39]
  - 『魔入りました！入間くん』THE STAGE 再演（2024年8月30日 - 9月8日、東京ドームシティ シアターGロッソ）[40]
- 『Run For Your Wife』（2023年7月12日 - 19日、あうるすぽっと） - トラウトン警部 役[41]
- 舞台『蝉灯す』（2023年8月23日 - 29日、草月ホール） - 中村勇吾 役[42][43]
- 2.5次元ナビ！シアターVol.2〜Show Must Go On〜（2023年11月8日 - 12日、シアター・アルファ東京）[44]
- 音楽朗読劇『美男ペコパンと悪魔』（2023年12月23日・24日、R'sアートコート）[45]
- 舞台『僕らが鎌倉に来たのは、ただしらす丼を食べるため』（2024年1月24日 - 28日、ザ・ポケット）[46]
- 獣愛ブースト音楽劇『Lamento -BEYOND THE VOID-』（2024年2月16日 - 25日、品川プリンスホテル ステラボール） - リークス 役[47]
- 舞台『文豪とアルケミスト 旗手達ノ協奏』 - 高村光太郎 役
  - 旗手達ノ協奏（2024年6月6日 - 16日、シアターH / 6月21日 - 23日、京都劇場）[48]
  - 紡グ者ノ序曲（2025年5月1日 - 11日、IMM THEATER / 5月17日・18日、京都劇場）[49]
- 前田慶次 かぶき旅 STAGE&LIVE〜肥後の虎・加藤清正編〜（2024年9月27日 - 10月6日、シアターH / 2024年10月31日 - 11月4日、サンケイホールブリーゼ） - 立花宗茂 役[50]
- 演劇ドラフトグランプリ THE FINAL（2024年12月10日、日本武道館）[51]
- 人狼系推理バトル【レジスタンスイレブン〜潜春と謀略の交差点〜】（2025年2月28日 - 3月2日、CBGKシブゲキ!!）[52]
- マーダーミステリーシアター『殺意の代償』（2025年3月14日、品川プリンスホテル クラブeX）[53]
- Casual Meets Shakespeare『ヴェニスの商人 CS』（2025年11月1日 - 9日〈予定〉、IMAホール）[54]

### 映画
- 恋するミナミ（2014年）
- ラブラブROUTE21（2014年）
- 合葬（2015年） - 隊士 役
- ありえなさ過ぎる女〜被告人よしえ〜（2017年） - 窪田 役[55][56]

### テレビ番組
- イケメン食堂（2012年、朝日放送）
- おはよう朝日土曜日です（2012年 - 2020年 、朝日放送）[57]
- F×Patch（2012年、朝日放送）[58]
- B×Patch（2012年、朝日放送）[59]
- Patch全開！（2013年、朝日放送）
- 2.5次元ナビ！（2019年4月 - 2022年10月、日テレプラス）
- ＃タクトモ〜鹿児島の夜に宅飲み〜 人気若手俳優編（2020年6月26日、鹿児島テレビ）[60]

### 配信番組
- 刀剣乱舞 大演練 〜控えの間〜（2020年8月11日、DMM.com）[61]
- 2525推し事(ニコニコ生放送）
  - Season2（2020年8月23日・28日・30日）[62]
  - Season3（2020年12月16日・18日）[63]
- 僕たちのシェアハウス2.5号室（2022年3月31日 - 2023年3月31日[注釈 1]、GYAO!）[64]
- マイナビ「マイナビオールスターゲーム2022」（2022年7月26日、ABEMA）[65]
- ニコ生『あさと☆ちゃんぷる〜』（2022年10月31日）
- さつきとしょうたのでっこぼっこ（2022年11月21日、ニコニコチャンネル）[66]
- 「関西ウォーカー 2023春」オンラインイベント（2023年2月28日、YouTube）[67]
- 松井勇歩 公式チャンネル「笑売繁盛」（2023年11月 - 、ニコニコチャンネル+）[5]

### ネット配信
- Zoom生演劇『ロックダウンスパイ』（2020年5月28日 - 6月28日） -  エリート 役[68]
- 中屋敷法仁プレゼンツ 即興監獄【エチュードプリズン】（2020年8月23日、シアターコンプレックス）[69][70]
- うち劇『億秒くんの羨望道中』（2021年2月27日） - 友之 役（1部）、陣内 役（2部）[71][72]

### テレビドラマ
- 悪夢の六号室（2013年12月、朝日放送） - 若者B 役[73][74]
- ○○妻 第10話（2015年3月、日本テレビ）[75]
- 果し合い （2015年10月、BSスカパー!）[76]
- 検事の本懐（2016年12月、朝日放送） - 葛巻新一 役[75]
- 大阪環状線-Part3-ひと駅ごとのスマイル 第5話・京橋駅編（2018年2月、関西テレビ） - 景山輝之 役[77]

### ラジオ
- どっちもPatch!?（2013年4月8日 - 2016年3月29日、ソラトニワ梅田）
- ボクら劇団Patchです!!（2014年4月7日 - 2016年3月23日、ラジオ大阪） - MC
- おおきにラジオ（2015年11月8日 - 2018年10月8日、毎月8日配信、WEプレミアム） - MC

### CM
- 「スマ婚」インフォマーシャルCM（2012年・2013年）
- マンダム・ギャツビー・Mandom Corporation GATSBY「壁ドン」「床ドン」「股ドン」篇[78]　- 「床ドン」篇

### イベント

#### 劇団Patch関連
- 夏Patch2012（2012年8月5日、森ノ宮ピロティホールサブホール）
- 冬Patch2012（2012年12月15日・16日、森ノ宮ピロティホールサブホール）
- 月額Patch
  - 月額Patch vol.1 〜1000円だョ! 森ノ宮に全員集合〜（2013年8月29日、森ノ宮ピロティホールサブホール）
  - 月額Patch vol.2 〜1000円だョ! 森ノ宮に全員集合〜（2013年9月22日、森ノ宮ピロティホールサブホール）
  - 月額Patch vol.3 〜1000円だョ! 森ノ宮に全員集合〜（2013年10月20日、森ノ宮ピロティホールサブホール）
  - 月額Patch vol.4 〜1000円だョ! 森ノ宮に全員集合〜（2013年11月29日、森ノ宮ピロティホールサブホール）
  - 月額Patch vol.5 〜クリスマスだョ! 森ノ宮に全員集合〜（2013年12月25日、森ノ宮ピロティホールサブホール）
  - 月額Patch vol.6「希望が峰の奇跡」（2014年1月25日、森ノ宮ピロティホールサブホール）
  - 月額Patch vol.7「ビターなバレンタイン」（2014年2月21日、森ノ宮ピロティホールサブホール）
  - 月額Patch vol.8 〜公演中だョ! ABCホールに全員集合!!〜（2014年3月7日、ABCホール）
  - 月額Patch 特別編 〜公演終了だョ! 森ノ宮に全員集合!!〜（2014年3月28日、森ノ宮ピロティホールサブホール）
- アニメイト×劇団Patch 6ヶ月連続イベント〜もし普通のヲタクの山田知弘が「劇団Patch」をプロデュースしたら〜
  - vol.1（2015年1月16日、アニメイト・大阪日本橋店）
  - vol.2（2015年2月13日、アニメイト・大阪日本橋店）
  - vol.3（2015年3月27日、アニメイト・大阪日本橋店）
  - vol.4（2015年4月25日、アニメイト・大阪日本橋店）
  - vol.6（2015年6月27日、アニメイト・大阪日本橋店）
- 劇団Patchのパッチこーい!!（2016年1月24日、HEPホール）
- 劇団Patchで年忘れ!紅白パチ合戦2016〜前前前世から千千千円と決めてたよ〜（2016年12月31日、森ノ宮ピロティホール）
- 劇団Patchのファン感謝祭！『パッチこーい！！vol.2〜今年初めて全員揃いますねんSP！』（2017年9月5日、ABCホール）
- 劇団Patchのファン感謝祭！『劇団Patchのパッチこーい!! vol.3〜時は来た。全員集合2days祭り!!〜』（2018年9月3日、ABCホール）
- 劇団Patchのファン感謝祭！東京初上陸『劇団Patchのパッチこーい!!〜ボクカツ。終活祭り!!〜』（2018年11月18日、博品館劇場）
- 劇団Patchのファン感謝祭！『劇団Patchのパッチこーい!! vol.4〜パチベンジャーズ全員集結（アッセンブル）!!2019年のエンドゲーム!!〜』（2019年12月16日、YES THEATER）
- 中山義紘バースデーイベント『三十祭〜なかよしの宴2020〜」（2020年2月24日、森ノ宮ピロティホール）
- Zoom怪談「彼岸百物語」劇団Patch×中山市朗（2021年9月24日）※配信のみ
- 劇団Patchファン感謝祭『劇団Patchのパッチこーい!!vol.5 結成10周年のはじ卍リベンジャーズ お待たせしたぶん全力で楽しませるけど日和ってる奴いる!?』（2022年3月28日）[79]※配信のみ
- 劇団Patch 10周年記念イベント 『必死のパッチでやったんで、おおきに！！』（2022年4月27日、ABCホール）
- 劇団Patchファン感謝祭『パッチこーい!!vol.6パチ度増し増しパチ納め!!』（2022年12月3日、雷5656会館ときわホール）
- アキナとPatch 
  - vol.1（2016年2月3日、道頓堀ZAZA HOUSE）
  - vol.2（2016年11月5日、道頓堀ZAZA HOUSE）[80]
  - vol.3「Patchがアキナ達とコント〜THE LOVE〜」（2017年2月18日、道頓堀ZAZA HOUSE）

#### その他出演イベント
- タダミライブ（2016年5月25日、道頓堀ZAZA HOUSE）
- ゲームコロシアム〜劇団Patch×プリマ旦那河野〜（2016年5月29日、道頓堀ZAZA HOUSE）
- 劇団ジャングル
  - 第5幕 〜関西からの刺客!?劇団Patch襲来!!いやここ大阪だけど…〜（2017年5月13日、dependent theatre 2nd）
  - 裏5幕〜関西からの刺客！劇団Patch浴衣で東京に殴り込み！！？〜（2017年7月22日、表参道GROUND）
  - 第10幕〜関西からの刺客！劇団Patchで小倉に殴り込み！！？〜（2017年11月25日、あるあるCity 地下1階イベントホール）
- 刀剣乱舞-ONLINE- 五周年記念 刀剣乱舞 大演練（2020年8月11日、東京ドーム）※公演中止、配信イベントへ変更[注釈 2]
- ACTORS☆LEAGUE in Baseball  - DIAMOND BEARS
  - 2021（2021年7月20日、東京ドーム）[82]
  - 2022（2022年8月22日、東京ドーム）[83]
  - 2023（2023年7月3日、東京ドーム）[84]
- 井澤巧麻 Birthday Event（2022年4月16日、R's アートコート〈労音大久保会館〉）
- 小坂涼太郎 26th BIRTHDAY EVENT 「Monochrome vol.5」（2022年7月9日、時事通信ホール）
- 「そりパ vol.31」2部（2022年7月13日、SUBIR AKASAKA TOKYO Sea Blue）

## その他
- あばれる君、厚切りジェイソン、マービンJr.お笑いイベント（2015年11月3日、もりのみやキューズモールBASE・あべのキューズモール）- MC
- 舞台『刀剣乱舞』 - アンダースタディ
  - 慈伝 日日の葉よ散るらむ（2019年）[3]
  - 山姥切国広 単独行 日本刀史（2023年）[85]